# Prix W. Eugene Smith
Le prix W. Eugene Smith est une bourse de photojournalisme créé en 1980, en mémoire du grand photographe américain William Eugene Smith. Depuis 2020,  elle est décernée à cinq photographes chaque année.

## Lauréats
- 1980 : Jane Evelyn Atwood
- 1981 : Eugene Richards
- 1982 : Sebastião Salgado
- 1983 : Milton Rogovin
- 1984 : Gilles Peress
- 1985 : Donna Ferrato et Letizia Battaglia
- 1986 : John Vink
- 1987 : Graciela Iturbide
- 1988 : Paul Graham
- 1989 : Cristina García Rodero
- 1990 : Carl De Keyzer
- 1991 : Dario Mitidieri
- 1992 : Eli Reed
- 1993 : James Nachtwey
- 1993 : Marc Asnin
- 1994 : Ellen Binder
- 1995 : Vladimir Syomin
- 1996 : Gideon Mendel
- 1997 : Alain Keler
- 1998 : Ernesto Bazan
- 1999 : Chien-Chi Chang
- 2000 : Brenda Ann Kenneally
- 2001 : Maya Goded
- 2002 : Kai Wiedenhöfer
- 2003 : Trent Parke
- 2004 : Stanley Greene
- 2005 : Pep Bonet
- 2006 : Paolo Pellegrin
- 2007 : Stephen Dupont
- 2008 : Mikhael Subotzky
- 2009 : Lu Guang
- 2010 : Darcy Padilla
- 2011 : Krisanne Johnson pour I Love You Real Fast[1]
- 2012 : Peter van Agtmael pour Disco Night September 11
- 2013 : Robin Hammond
- 2014 : Joseph Sywenkyj
- 2015 : Matt Black
- 2016 : Justyna Mielnikiewicz
- 2017 : Daniel Castro Garcia
- 2018 : Mark Peterson
- 2019 : Yael Martínez
- 2020 : Andrés Cardona (Colombie) pour son reportage sur la violence en Colombie ; Sabiha Çimen (Turquie), pour ses portraits réalisés dans des internats conservateurs du Coran pour jeunes filles ; Laura El-Tantawy (Égypte) pour son exploration poétique de la relation entre l'homme et la terre ; Mariceu Erthal García (Mexique), pour son enquête sur l'absence d'une femme disparue, Gemma Mávil; et Yuki Iwanami (Japon), pour son travail sur les conséquences de la catastrophe nucléaire de Fukushima[2],[3].
- 2021 : Lalo de Almeida, Kimberly Dela Cruz, Melissa Lyttle, Cristopher Rogel Blanquet et Nicoló Filippo Rosso[4].
- 2022 : Maxim Dondyuk pour son sujet « Ukraine 2014/22 », « qui relate la longue bataille de l’Ukraine pour sa véritable indépendance, son identité nationale et sa liberté vis-à-vis de la Russie. » et Mary F. Calvert, Amit Madheshiya,  Ta Mwe, Taniya Sarkar[5]